# Exit Parkour
Exit Parkour är ett multidisciplinärt scenkonstverk med och om Ahmed Matar. Med dans, teater och parkour berättar Matar om sina drömmar, om frihet och om att ta sig över hinder. För regi och koreografi står Örjan Andersson och medverkar gör, förutom Matar själv, två dansare, Kevin Foo och Sofia Sangregorio och fyra skådespelare " Melinda Kinnaman, Tanja Lorentzon, Hannes Meidal, David Mjönes och Tina Pour-Davoy. Verket framfördes på Dramatens lilla scen från 28 maj - 27 oktober 2022. Exit Parkour är ett samarbete mellan Unga Dramaten och Andersson Dance.
Ada Berger, konstnärlig ledare för Unga Dramaten, har utifrån intervjuer med Matar skapat pjäsen.